# Корнешти (Јаши)
Корнешти (рум. Cornești) насеље је у Румунији у округу Јаши у општини Мирослава. Oпштина се налази на надморској висини од 75 m.

## Становништво
Према подацима из 2002. године у насељу је живело 650 становника, од којих су сви румунске националности.